# Hrabstwo Rockdale

Piramida wieku hrabstwa

Hrabstwo Rockdale (ang. Rockdale County) – hrabstwo w stanie Georgia w Stanach Zjednoczonych. Jego siedzibą administracyjną jest Conyers i należy do obszaru metropolitalnego Atlanty.

## Historia
Pierwsi osadnicy dotarli na teren hrabstwa na początku XVIII wieku. W pierwszej połowie osada Conyers zyskała połączenie kolejowe z Atlantą. W 1854 Conyers liczyło 400 mieszkańców i uzyskała prawa miejskie. W latach 60. i 70. XIX wieku miasto szybko się rozwijało. W 1912 na terenie hrabstwa została zbudowana elektrownia. W 1968 zostało zbudowane nowe więzienie.

## Geografia
Według spisu z 2000 roku obszar całkowity hrabstwa obejmuje powierzchnię 132,13 mil2 (342,22 km²), z czego  130,63 mil2 (338,33 km²) stanowią lądy, a 1,50 mil2 (3,88 km²) stanowią wody.

### Miasta
- Conyers
- Lakeview Estates (CDP)

### Sąsiednie hrabstwa
- Hrabstwo Gwinnett (północ)
- Hrabstwo Newton (wschód)
- Hrabstwo Walton (wschód)
- Hrabstwo Henry (południe)
- Hrabstwo DeKalb (zachód)

## Demografia
Według spisu w 2020 roku liczy 93,6 tys. mieszkańców, co oznacza wzrost o 9,8% od poprzedniego spisu z roku 2010. Większość mieszkańców (61%) stanowią Afroamerykanie lub czarnoskórzy, następnie jedną czwartą (25,8%) stanowi biała społeczność nielatynoska i jedna dziesiąta (10,7%) to Latynosi.

## Polityka
Hrabstwo jest silnie demokratyczne, gdzie w wyborach prezydenckich w 2020 roku, 69,9% głosów otrzymał Joe Biden i 29,1% przypadło dla Donalda Trumpa.

## Religia
W 2020 roku, w krajobrazie religijnym hrabstwa dominują ewangelikalni protestanci. W Kościele katolickim członkostwo deklaruje 9,9% populacji. Inne grupy obejmowały metodystów (3,7%), świadków Jehowy (1,6%), muzułmanów (1,5%) i mormonów (1,1%).